# نیکولا آنلکا
نیکولا سباستین آنلکا (به فرانسوی: Nicolas Sébastien Anelka) (زاده ۱۴ مارس ۱۹۷۹ در ورسای) بازیکن فوتبال اهل فرانسه است.
وی سابقه بازی در تیم‌های پاریس سن ژرمن، آرسنال، رئال مادرید، لیورپول، منچستر سیتی، فنرباغچه، بولتون، چلسی، شانگهای شنهوآ و یوونتوس را دارد.
آنلکا در ۶۹ بازی ملی خود برای تیم ملی فرانسه ۱۴ گل به ثمر رسانده‌است.
او از جمله بازیکنان مسلمان بود.
آنلکا در گلزنی و ارسال پاس گل مهارت داشت و به عنوان بازیکنی با سرعت و قدرت حمل توپ بالا، شوت‌زنی و شرکت در نبردهای هوایی شناخته می‌شد. آنلکا توانایی بازی هم به‌عنوان مهاجم اصلی و هم به‌عنوان وینگر یا هافبک هجومی را داشت.
فدراسیون فوتبال فرانسه در ۱۹ ژوئن ۲۰۱۰ آنلکا را از جام جهانی ۲۰۱۰ آفریقای جنوبی خط زد. دو ماه بعد، پس از اینکه او به دادگاه انضباطی مراجعه نکرد از انجام ۱۸ بازی ملی تعلیق شد. آنلکا بعدا اعلام کرد پیشتر تصمیم به بازنشستگی از بازهای ملی گرفته بوده است.

## آمار بازی‌های ملی
تا تاریخ ۱۷ ژوین ۲۰۱۲
| تیم ملی فرانسه | تیم ملی فرانسه | تیم ملی فرانسه |
| سال            | بازی           | گل             |
| -------------- | -------------- | -------------- |
| ۱۹۹۸           | ۳              | ۱              |
| ۱۹۹۹           | ۷              | ۲              |
| ۲۰۰۰           | ۱۰             | ۲              |
| ۲۰۰۱           | ۷              | ۱              |
| ۲۰۰۲           | ۱              | ۰              |
| ۲۰۰۳           | ۰              | ۰              |
| ۲۰۰۴           | ۰              | ۰              |
| ۲۰۰۵           | ۲              | ۱              |
| ۲۰۰۶           | ۳              | ۱              |
| ۲۰۰۷           | ۱۰             | ۳              |
| ۲۰۰۸           | ۱۱             | ۱              |
| ۲۰۰۹           | ۹              | ۲              |
| ۲۰۱۰           | ۶              | ۰              |
| مجموع          | ۶۹             | ۱۴             |